# American Mathematical Society

Logo der American Mathematical Society

Die American Mathematical Society (AMS) ist eine Vereinigung der Mathematiker in den USA, vergleichbar mit der Deutschen Mathematiker-Vereinigung (DMV) in Deutschland. Sie wurde 1888 zur Förderung der mathematischen Ausbildung und Forschung gegründet und hat ungefähr 28.000 Einzelpersonen und 550 Institutionen als Mitglieder.

## Geschichte
Sie wurde im Jahre 1888 in New York City als New York Mathematical Society gegründet. Die Idee stammt von Thomas Scott Fiske, der nach einem Besuch in England, von der London Mathematical Society beeindruckt war. John Howard Van Amringe war der erste Präsident und Fiske Sekretär. Fiske wurde auch der erste Redakteur der Zeitschrift, die die Gesellschaft herausbrachte.
1894 hatte die Gesellschaft genug Mitglieder außerhalb New Yorks, sodass sie in die American Mathematical Society umbenannt wurde.
1951 zog der Sitz der AMS von New York City nach Providence, Rhode Island.

## Hauptteil
Die Hauptgeschäftsstelle der AMS ist in Providence (Rhode Island).
Sie erstellt das Referateorgan Mathematical Reviews mit inzwischen über zwei Millionen Einträgen seit etwa 1945. In ihrem Angebot hat sie mehr als 3000 Lehrbücher.
Die AMS verleiht mehrere Preise:
- seit 1928 alle drei Jahre die Colepreise,
- seit 1970 jährlich den Leroy P. Steele Prize, seit 1979 in drei Kategorien,
- seit 1970 den Norbert-Wiener-Preis (Norbert Wiener Prize in Applied Mathematics).
- Bôcher Memorial Prize
- Fulkerson-Preis
- Oswald-Veblen-Preis

Außerdem veranstaltet sie regelmäßig die Gibbs Lectures und die Colloquium Lectures.
Es gibt eine Fellowship, die als Ehrung gilt und von der man durch ein Komitee ausgewählt wird. Fellow-Status gibt es seit 2012 (Inaugural Class) und jedes Jahr werden neue gewählt. Voraussetzung ist, dass man in den beiden Jahren zuvor Mitglied der AMS war. In der Inaugural Class wurden 50 ausgewählte Mitglieder aufgenommen und solche, die einen AMS-Address-Vortrag auf einem der Joint Meetings gehalten hatten, einen AMS-Preis gewonnen hatten oder einen Vortrag auf dem ICM (International Congress of Mathematicians) oder dem ICIAM (International Congress of Industrial and Applied Mathematics) gehalten hatten. 
Die AMS veröffentlicht einige wichtige mathematische Zeitschriften und Reihen:
- Journal of the American Mathematical Society, seit 1988 bestehend
- Proceedings of the American Mathematical Society, ab 1950, mit Forschungsarbeiten unter 15 Seiten.
- Transactions of the American Mathematical Society, sie erscheinen seit 1900 und enthalten längere Forschungsaufsätze (Aufsätze kürzer als 15 Seiten werden in der Regel in den Proceedings veröffentlicht)
- Memoirs of the American Mathematical Society, mit Forschungsarbeiten ähnlicher Länge wie in den Transactions (80 bis 200 Seiten); sie werden, falls in einem Band mehr als eine Arbeit erscheint, nach gemeinsamen Themen zusammengefasst. Heute erscheinen sechs Bände jährlich in rund 33 individuell gebundenen Teilen.
- Bulletin of the American Mathematical Society
- Notices of the American Mathematical Society
- Mathematics of Computation
- Mathematical Surveys and Monographs, eine Reihe mathematischer Monographien
- Contemporary Mathematics, seit 1980, eine Reihe von Sammelbänden zu Konferenzen und Symposia

Die zweite große Mathematikervereinigung in den Vereinigten Staaten ist die Mathematical Association of America.

## Präsidenten
- 1888–1890 John Howard Van Amringe[1]
- 1891–1894 John Emory McClintock
- 1895–1896 George William Hill
- 1897–1898 Simon Newcomb
- 1899–1900 Robert Simpson Woodward
- 1901–1902 Eliakim Hastings Moore
- 1903–1904 Thomas Scott Fiske
- 1905–1906 William Fogg Osgood
- 1907–1908 Henry Seely White
- 1909–1910 Maxime Bôcher
- 1911–1912 Henry Burchard Fine
- 1913–1914 Edward Burr Van Vleck
- 1915–1916 Ernest William Brown
- 1917–1918 Leonard Eugene Dickson
- 1919–1920 Frank Morley
- 1921–1922 Gilbert Ames Bliss
- 1923–1924 Oswald Veblen
- 1925–1926 George David Birkhoff
- 1927–1928 Virgil Snyder
- 1929–1930 Earle Raymond Hedrick
- 1931–1932 Luther Pfahler Eisenhart
- 1933–1934 Arthur Byron Coble
- 1935–1936 Solomon Lefschetz
- 1937–1938 Robert Lee Moore
- 1939–1940 Griffith Conrad Evans
- 1941–1942 Harold Calvin Marston Morse
- 1943–1944 Marshall Stone
- 1945–1946 Theophil Henry Hildebrandt
- 1947–1948 Einar Hille
- 1949–1950 Joseph Leonard Walsh
- 1951–1952 John von Neumann
- 1953–1954 Gordon Thomas Whyburn
- 1955–1956 Raymond Louis Wilder
- 1957–1958 Richard Brauer
- 1959–1960 Edward McShane
- 1961–1962, Deane Montgomery
- 1963–1964 Joseph Doob
- 1965–1966 Abraham Adrian Albert
- 1967–1968 Charles Morrey
- 1969–1970 Oscar Zariski
- 1971–1972 Nathan Jacobson
- 1973–1974 Saunders MacLane
- 1975–1976 Lipman Bers
- 1977–1978 R. H. Bing
- 1979–1980 Peter Lax
- 1981–1982 Andrew Gleason
- 1983–1984 Julia Robinson
- 1985–1986 Irving Kaplansky
- 1987–1988 George Mostow
- 1989–1990 William Browder
- 1991–1992 Michael Artin
- 1993–1994 Ronald Graham
- 1995–1996 Cathleen Synge Morawetz
- 1997–1998 Arthur Jaffe
- 1999–2000 Felix Browder
- 2001–2002 Hyman Bass
- 2003–2004 David Eisenbud
- 2005–2006 James Arthur
- 2007–2008 James Glimm
- 2009–2010 George Andrews
- 2011–2012 Eric Friedlander
- 2013–2014 David Vogan
- 2015–2016 Robert L. Bryant
- 2017–2018 Ken Ribet
- 2019–2020 Jill Pipher
- 2021–2022 Ruth Charney
- 2023–2024 Bryna Kra
- 2025–2026 Ravi Vakil